# Xe đầu kéo

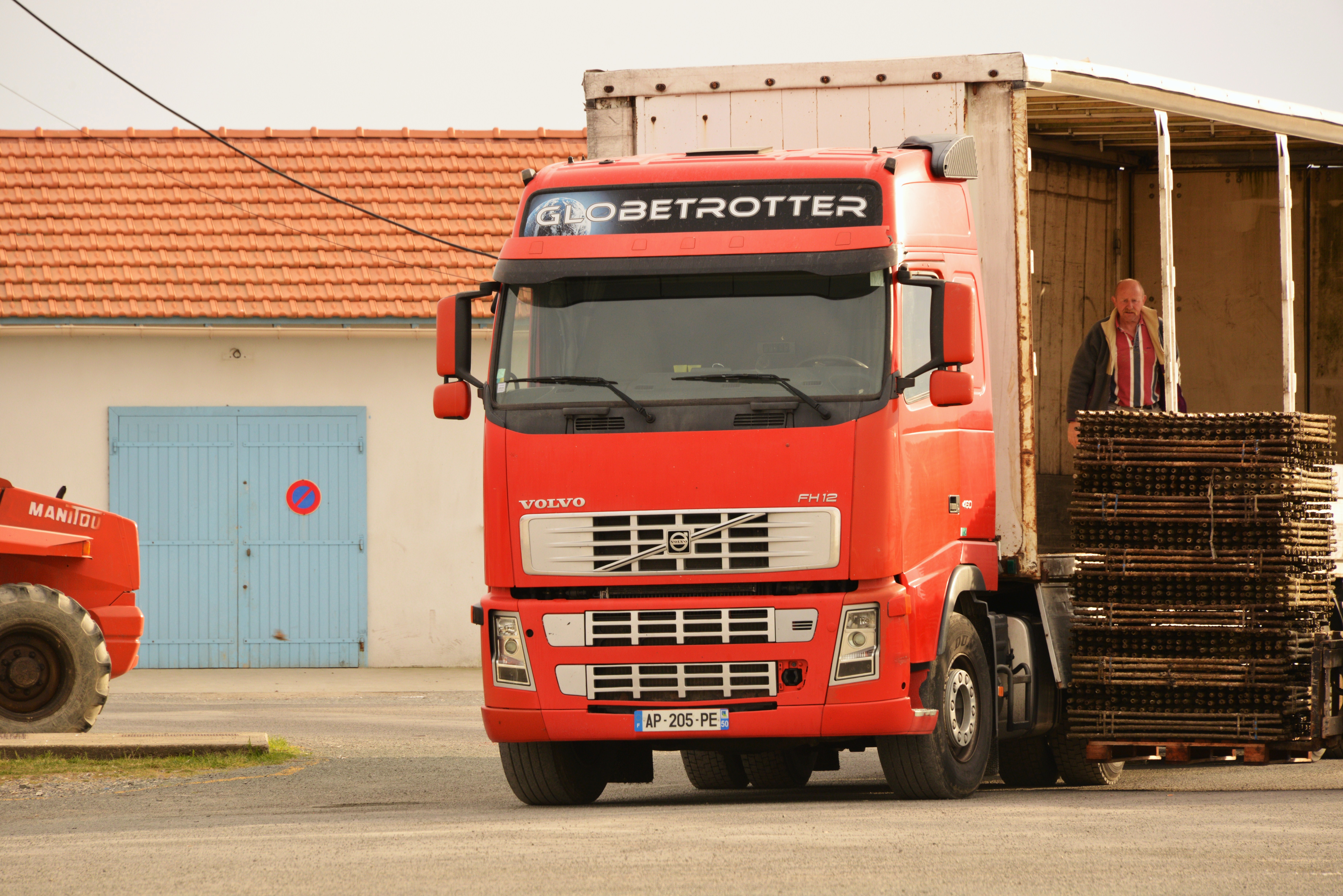
Một xe đầu kéo nhãn hiệu Volvo đang nhận hàng ở nhà kho

Xe đầu kéo là những loại xe vận chuyển hàng hóa, chở được những vật cồng kềnh và trọng lượng lớn trên sơmi rơ moóc container...Với phần đầu kéo gồm 2 đến 4 trục cơ sở kéo dài hoặc hơn tùy theo nhu cầu sử dụng của khách hàng.     

## Hoạt động
Xe đầu kéo hoạt động độc lập vì có thể tách rời với phần thùng hàng giúp việc bốc dỡ hàng hóa dễ dàng, thuận tiện hơn.
Vì có thể kéo thêm các rơ moóc khác nhau nên có thể chở được thêm các loại hàng hóa khác nhau giúp tăng sự linh động, hiệu quả trong công việc.
Vì hoạt động riêng biệt nên xe đầu kéo là loại xe chuyên dùng để vận chuyển các loại container xuất nhập khẩu bằng đường biển hoặc đường sắt.